# Волжки татари
Волжките татари са основната част от татарите в Русия.

## Език и произход
Татарският език днес спада към кипчакската група на тюркските езици, заедно с отмрелия език на кипчаците (куманите), днешния казахски и някои други по-малки езици в Европейска Русия.
Мнозинството от татарите в Европейска Русия са наследници на населението на Златната орда, най-западната част на монголската империя. Голямата част от казанските татари са наследници и на домонголското население на този район - волжки прабългари (според прабългаристите), в по-малка степен – на куманските (кипчакските) племена, живели там до монголските нашествия, както и (в още по-малка степен) – от монголските завоеватели.
Официалната позиция на републиката (както и на някои партии като „Ватан“) е, че днешните татари са със сложен етногенезис, в който освен прабългарите има голямо участие най-вече на кумани, но и на монголи и на други народи.
За разлика от тях татарите в Сибир са наследници на многобройното някога тюркско население на изток от Урал, смесени с угро-фински народи и монголи.

## История
Името произлиза от „Та-та“ или „Дада“, монголоезично племе, населявало сегашна Североизточна Монголия през 5 век. Татарските племена са разбити и покорени от сродния им монголски племенен съюз на Чингис хан в края на 12 и началото на 13 век. Впоследствие терминът „татари“ се използва като събирателен за племената завладели и опустошили части от Азия и Европа под монголско предводителство през 13 век. По-късно започва да се употребява за почти всички азиатски номадски народи, без значение дали идват от Монголия или от Западна Азия. До 1920-те години в Русия например терминът татари се използва за много различни племена - от азербайджанските турци до различни племена в Сибир. Днес татари се наричат само някои от групите, наследили Златната орда, включително днешното население на автономната република Татарстан в състава на Руската федерация. Част от жителите на Татарстан предпочитат да се самоидентифицират като прабългари и отричат да са свързани с татарите, на които гледат като завоеватели и разрушители на Волжка България.

## География
Волжките татари живеят в Централна Русия (мнозинството в Татарстан), както и в Узбекистан, Казахстан, Украйна, Китай и Турция.